# Гулі (Мядельський район)
Гулі (біл. вёска Гулы) — село в складі Мядельського району Мінської області, Білорусь. Село підпорядковане Слобідзькій сільській раді, розташоване в північній частині області.